# بازگشت مردی به نام اسب
بازگشت مردی به نام اسب (به انگلیسی: The Return of a Man Called Horse) فیلمی محصول سال ۱۹۷۶ و به کارگردانی اروین کرشنر است. در این فیلم بازیگرانی همچون ریچارد هریس، گیل سوندرگارد، جفری لوئیس، ویلیام لاکینگ، کلاودیو بروک، پدرو دامیان ایفای نقش کرده‌اند.